# Kristaps Porziņģis
Pour les articles homonymes, voir Porziņģis.
Kristaps Porziņģis, né le 2 août 1995 à Liepāja en Lettonie, est un joueur letton de basket-ball évoluant au poste de pivot voire d'ailier fort aux Hawks d'Atlanta.

## Biographie

### Carrière en Europe
Formé d'abord au BK Liepājas Lauvas, Porziņģis, qui mesure alors 2,01 m pour 71 kg, rejoint le Cajasol Séville en 2010. Il évolue dans les catégories de jeunes et souffre d'anémie. Il progresse toutefois et joue en première division (Liga ACB) à partir de la saison 2012-2013.
En juillet 2013, Porziņģis participe au Championnat d'Europe des 18 ans et moins avec la Lettonie. Celle-ci termine à la 4e place et Porziņģis fait partie de l'équipe-type de la compétition avec son compatriote Anžejs Pasečņiks, les Croates Paolo Marinelli (en) et Domagoj Bošnjak (en) et le MVP turc Kenan Sipahi. Porziņģis réalise des moyennes de 11,6 points, 10 rebonds (quatrième de la compétition) et 4,9 contres (premier de la compétition),.
Lors de la saison 2013-2014, Porziņģis est nommé dans la meilleure équipe des jeunes de la Liga ACB avec Guillem Vives, Álex Abrines, Marcus Eriksson et Walter Tavares.
Porziņģis se présente à la draft 2014 de la NBA avant de retirer son nom.
En avril 2015, Porziņģis est élu meilleur jeune joueur (moins de 22 ans) de l'EuroCoupe 2014-2015. Le même mois, il se présente de nouveau à la draft 2015 de la NBA, où il est anticipé qu'il soit choisi parmi les 10 premiers.

### Carrière en NBA

#### Knicks de New York (2015-2019)
Le 25 juin 2015, il est choisi en 4e position par les Knicks de New York. Lorsque son nom est choisi par les dirigeants des Knicks, les supporters des Knicks présents dans la salle de la draft le sifflent.
Il réalise une bonne première saison avec les Knicks de New York (14,3 points, 7,3 rebonds et 1,9 contre par rencontre en moyenne), ce qui lui vaut de devenir le chouchou du Madison Square Garden et l'un des deux prétendants au titre de rookie de l'année avec Karl-Anthony Towns. Les Knicks terminent avec un bilan de 32 victoires pour 50 défaites, améliorant leurs résultats catastrophiques de l'année précédente (17 victoires-65 défaites) mais ne se qualifient toujours pas pour les playoffs.
Le 6 février 2018, durant un match contre les Bucks de Milwaukee au Madison Square Garden, il se blesse gravement au genou gauche. Une rupture du ligament interne est diagnostiquée et le tient éloigné des parquets jusqu'à la reprise de la saison 2019-2020.

#### Mavericks de Dallas (2019-2022)
Le 31 janvier 2019, il part aux Mavericks de Dallas avec Tim Hardaway Jr., Courtney Lee et Trey Burke dans un échange contre DeAndre Jordan, Dennis Smith Jr et Wesley Matthews.
Le 1er juillet 2019, il signe un contrat de 5 ans pour 158 millions de dollars avec les Mavericks de Dallas.

#### Wizards de Washington (2022-2023)
Le jour de la fermeture du marché des transferts, le Letton est transféré vers les Wizards contre Spencer Dinwiddie et Dāvis Bertāns.

#### Celtics de Boston (2023-2025)
Le jour de la draft 2023, il est envoyé chez les Celtics de Boston dans un échange en triangle impliquant les Celtics, les Wizards et les Grizzlies.
Début juillet 2023, il prolonge aux Celtics pour deux saisons et 60 millions de dollars. En août, il renonce à participer à la Coupe du monde 2023 en raison d'une aponévrosite plantaire.

#### Hawks d'Atlanta (depuis 2025)
Fin juin 2025, il est transféré en direction des Hawks d'Atlanta dans un échange à trois équipes incluant les Hawks, les Celtics et les Nets.

## Palmarès

### En club
- Champion NBA en 2024 avec les Celtics de Boston.

### Distinctions personnelles
- 1 sélection au All-Star Game en 2018 (il ne le joue pas pour cause de blessure).
- Élu meilleur rookie du mois en novembre 2015, décembre 2015 et janvier 2016 dans la conférence Est[16],[17],[18].
- NBA All-Rookie First Team (2016)
- Vainqueur du NBA Skills Challenge (2017).

## Statistiques

### Europe

#### ACB
| Saison    | Équipe          | Matchs | Titul. | Min./m | % Tir | % 3pts | % LF | Rbds/m. | Pass/m. | Int/m. | Ctr/m. | Pts/m. |
| --------- | --------------- | ------ | ------ | ------ | ----- | ------ | ---- | ------- | ------- | ------ | ------ | ------ |
| 2012-2013 | Cajasol Séville | 7      | 0      | 6,5    | 50,0  | 50,0   | 66,7 | 0,71    | 0,0     | 0,29   | 0,14   | 2,57   |
| 2013-2014 | Cajasol Séville | 35     | 12     | 15,2   | 47,4  | 30,2   | 62,5 | 2,80    | 0,29    | 0,57   | 0,89   | 6,86   |
| 2014-2015 | Cajasol Séville | 34     | 24     | 21,7   | 47,1  | 31,2   | 77,4 | 4,82    | 0,44    | 0,88   | 0,97   | 10,71  |

#### EuroCoupe
| Saison    | Équipe          | Matchs | Titul. | Min./m | % Tir | % 3pts | % LF | Rbds/m. | Pass/m. | Int/m. | Ctr/m. | Pts/m. |
| --------- | --------------- | ------ | ------ | ------ | ----- | ------ | ---- | ------- | ------- | ------ | ------ | ------ |
| 2012-2013 | Cajasol Séville | 3      | 1      | 6,7    | 50,0  | 0,0    | 0,0  | 1,67    | 0,67    | 0,0    | 0,33   | 0,67   |
| 2014-2015 | Cajasol Séville | 16     | 3      | 21,0   | 55,6  | 45,9   | 70,7 | 4,12    | 0,75    | 0,94   | 1,19   | 11,62  |

### NBA
Légende :
gras = ses meilleures performances
| Champion NBA |

#### Saison régulière
| Saison    | Équipe     | Matchs | Titul. | Min./m | % Tir | % 3pts | % LF | Rbds/m. | Pass/m. | Int/m. | Ctr/m. | Pts/m. |
| --------- | ---------- | ------ | ------ | ------ | ----- | ------ | ---- | ------- | ------- | ------ | ------ | ------ |
| 2015-2016 | New York   | 72     | 72     | 28,4   | 42,1  | 33,3   | 83,8 | 7,31    | 1,29    | 0,74   | 1,86   | 14,28  |
| 2016-2017 | New York   | 66     | 65     | 32,8   | 45,0  | 35,8   | 78,6 | 7,20    | 1,47    | 0,71   | 1,95   | 18,12  |
| 2017-2018 | New York   | 48     | 48     | 32,4   | 43,9  | 39,5   | 79,3 | 6,58    | 1,19    | 0,75   | 2,40   | 22,67  |
| 2019-2020 | Dallas     | 57     | 57     | 31,8   | 42,7  | 35,2   | 79,9 | 9,47    | 1,79    | 0,72   | 2,02   | 20,42  |
| 2020-2021 | Dallas     | 43     | 43     | 30,9   | 47,6  | 37,6   | 85,5 | 8,86    | 1,58    | 0,47   | 1,35   | 20,12  |
| 2021-2022 | Dallas     | 34     | 34     | 29,5   | 45,1  | 28,3   | 86,5 | 7,68    | 2,03    | 0,74   | 1,74   | 19,24  |
| 2021-2022 | Washington | 17     | 17     | 28,2   | 47,5  | 36,7   | 87,1 | 8,82    | 2,94    | 0,71   | 1,47   | 22,12  |
| 2022-2023 | Washington | 65     | 65     | 32,6   | 49,8  | 38,5   | 85,1 | 8,40    | 2,70    | 0,90   | 1,50   | 23,20  |
| 2023-2024 | Boston     | 57     | 57     | 29,6   | 51,6  | 37,5   | 85,8 | 7,20    | 2,00    | 0,70   | 1,90   | 20,10  |
| 2024-2025 | Boston     | 42     | 42     | 28,8   | 48,3  | 41,2   | 80,9 | 6,80    | 2,10    | 0,70   | 1,50   | 19,50  |
| Carrière  | Carrière   | 501    | 500    | 30,8   | 46,1  | 36,6   | 82,9 | 7,80    | 1,80    | 0,70   | 1,80   | 19,60  |

Mise à jour au 25 juin 2025

#### Playoffs
| Saison   | Équipe   | Matchs | Titul. | Min./m | % Tir | % 3pts | % LF | Rbds/m. | Pass/m. | Int/m. | Ctr/m. | Pts/m. |
| -------- | -------- | ------ | ------ | ------ | ----- | ------ | ---- | ------- | ------- | ------ | ------ | ------ |
| 2020     | Dallas   | 3      | 3      | 31,3   | 52,5  | 52,9   | 87,0 | 8,70    | 0,70    | 0,00   | 1,00   | 23,70  |
| 2021     | Dallas   | 7      | 7      | 33,3   | 47,2  | 29,6   | 84,2 | 5,40    | 1,30    | 1,30   | 0,70   | 13,10  |
| 2024     | Boston   | 7      | 4      | 23,5   | 46,7  | 34,5   | 90,9 | 4,40    | 1,10    | 0,70   | 1,60   | 12,30  |
| 2025     | Boston   | 11     | 7      | 21,0   | 31,6  | 15,4   | 68,9 | 4,60    | 0,70    | 0,90   | 0,80   | 7,70   |
| Carrière | Carrière | 28     | 21     | 25,8   | 43,0  | 31,3   | 79,8 | 5,20    | 1,00    | 0,90   | 1,00   | 11,90  |

Mise à jour au 25 juin 2025

## Records sur une rencontre en NBA
Les records personnels de Kristaps Porzingis en NBA sont les suivants, :
| Type de statistique        | Saison régulière | Saison régulière                | Saison régulière | Playoffs | Playoffs                  | Playoffs     |
| Type de statistique        | Record           | Adversaire                      | Date             | Record   | Adversaire                | Date         |
| -------------------------- | ---------------- | ------------------------------- | ---------------- | -------- | ------------------------- | ------------ |
| Points                     | 43               | Hawks d'Atlanta                 | 8 mars 2023      | 34       | Clippers de Los Angeles   | 21 août 2020 |
| Paniers marqués            | 17               | Hawks d'Atlanta                 | 8 mars 2023      | 11       | Clippers de Los Angeles   | 21 août 2020 |
| Paniers tentés             | 29               | Bucks de Milwaukee              | 5 mars 2023      | 18       | Clippers de Los Angeles   | 21 août 2020 |
| Paniers à 3 points réussis | 8                | 2 fois                          | 2 fois           | 5        | Clippers de Los Angeles   | 21 août 2020 |
| Paniers à 3 points tentés  | 14               | 3 fois                          | 3 fois           | 9        | Clippers de Los Angeles   | 21 août 2020 |
| Lancers francs réussis     | 12               | 4 fois                          | 4 fois           | 7        | 2 fois                    | 2 fois       |
| Lancers francs tentés      | 16               | @ Bulls de Chicago              | 5 décembre 2022  | 8        | 2 fois                    | 2 fois       |
| Rebonds offensifs          | 9                | Bucks de Milwaukee              | 6 novembre 2015  | 2        | 3 fois                    | 3 fois       |
| Rebonds défensifs          | 15               | 5 fois                          | 5 fois           | 11       | Clippers de Los Angeles   | 21 août 2020 |
| Rebonds totaux             | 19               | @ Nets de Brooklyn              | 30 novembre 2022 | 13       | Clippers de Los Angeles   | 21 août 2020 |
| Passes décisives           | 7                | 2 fois                          | 2 fois           | 4        | Clippers de Los Angeles   | 28 mai 2021  |
| Interceptions              | 5                | Pelicans de La Nouvelle-Orléans | 14 janvier 2018  | 3        | 2 fois                    | 2 fois       |
| Contres                    | 7                | 3 fois                          | 3 fois           | 2        | @ Clippers de Los Angeles | 25 mai 2021  |
| Balles perdues             | 5                | 18 fois                         | 18 fois          | 2        | @ Clippers de Los Angeles | 19 août 2020 |
| Minutes jouées             | 45               | Pelicans de La Nouvelle-Orléans | 4 mars 2020      | 43       | @ Clippers de Los Angeles | 6 juin 2021  |

- Double-double : 134 (dont 3 en playoffs)
- Triple-double : 0

Dernière mise à jour :23 avril 2025

## Salaires
Les gains de Kristaps Porziņģis en NBA sont les suivants :
| Saison      | Équipe                | Salaire       |
| ----------- | --------------------- | ------------- |
| 2015-2016   | Knicks de New York    | 4 131 720 $   |
| 2016-2017   | Knicks de New York    | 4 317 720 $   |
| 2017-2018   | Knicks de New York    | 4 503 600 $   |
| 2018-2019   | Mavericks de Dallas   | 5 697 054 $   |
| 2019-2020   | Mavericks de Dallas   | 27 285 000 $  |
| 2020-2021   | Mavericks de Dallas   | 29 647 800 $  |
| 2021-2022   | Wizards de Washington | 31 650 600 $  |
| 2022-2023   | Wizards de Washington | 33 833 400 $  |
| Total Gains | Total Gains           | 140 886 884 $ |
| 2023-2024*  | Celtics de Boston     | 36 016 200 $  |

Note : * Option joueur

## Style de jeu
Grand et filiforme, Porziņģis utilise sa vitesse et sa technique ballon en main pour attaquer en un-contre-un les joueurs à son poste, de la même taille mais plus lourds, plus musclés. Porziņģis a une très bonne détente et peut aussi tirer à trois points avec une bonne adresse.

## Famille
Son frère Jānis est aussi joueur de basket-ball.